# 劉文燿
劉文燿（？—1644年），明朝外戚，京城顺天府宛平县（今北京市）人，崇祯帝舅舅新樂伯刘效祖的儿子，新樂侯劉文炳的弟弟。
崇祯十三年（1640年），追贈其祖父刘應元为瀛國公，封祖母徐氏瀛國太夫人，兄刘文炳晉少傅，刘文燿和叔叔刘繼祖，弟弟刘文照都晉爵有差。崇祯十七年（1644年）三月初一日，李自成逼近北京，崇祯帝命文武勛戚分守京城。刘繼祖守皇城東安門，刘文燿守永定門，刘永固守崇文門。三月十九日，刘文燿見外城已破，突围出城至渾河，听说內城也已经被攻破，再入城，見家宅被焚，大哭道：「文燿未死，因君主與母亲在世。今至此，何生為！」找到刘文炳死所，在井旁的版上大書：「左都督劉文燿同兄文炳畢命報國處」，也投井而死。弘光帝時，謚刘文燿为忠果。